# カルロス・バルデラマ
カルロス・アルベルト・バルデラマ・パラシオ（Carlos Alberto Valderrama Palacio, 1961年9月2日 - ）は、コロンビア・サンタ・マルタ出身の元同国代表サッカー選手。ポジションはミッドフィールダー。
1980年代から90年代の南米を代表する選手として、1987年と1993年、1999年の3度に渡って南米年間最優秀選手賞を受賞しており、ワールドサッカー誌が選出した20世紀の偉大なサッカー選手100人の1人でもある。また、ペレによって選ばれたFIFA 100にも選出されている。
コロンビア代表には1985年から1998年にかけて出場し、通算111キャップはダビド・オスピナに次ぐ同国史上2番目の記録を誇る。FIFAワールドカップには3度、コパ・アメリカには5度参加しており、クラブレベルでは主にコロンビアやアメリカ国内のクラブに所属して2002年にアメリカのコロラド・ラピッズにて現役を引退した。

## クラブ経歴
デポルティーボ・カリで1985-86シーズン、1986-87シーズンと国内リーグ2連覇を果たす。その後、コロンビア国内のクラブを渡り歩き、1988年にフランスのモンペリエHSCに入団した。ここで3シーズンを過ごし、スペインリーグのレアル・バリャドリードに移籍したが、欧州サッカーにいまひとつ馴染めず、国内リーグに戻った。1995年にはアトレティコ・ジュニオールでリベルタドーレス杯ベスト4進出。準決勝においてホセ・ルイス・チラベルトを擁するCAベレス・サルスフィエルド（アルゼンチン）と対戦し、PK戦までもつれた末に敗退した。晩年はアメリカ合衆国のクラブで過ごし、タンパベイ・ミューティニーでは1996-97シーズンに東カンファレンスでリーグ制覇し、MLS年間最優秀選手を獲得した。2003年に現役を引退。
日本の治安の良さに興味を持ち、Jリーグに移籍するのではないかという話があったが、実現しなかった。

## 代表経歴
サッカーコロンビア代表では1987年のコパ・アメリカでボリビア、パラグアイを破り、C組1位で準決勝に進出。準決勝ではチリに敗れたが、3位決定戦でディエゴ・マラドーナを擁するアルゼンチンに勝利した。その活躍が評価されて同年の南米年間最優秀選手賞を受賞した。
以後、FIFAワールドカップ（以下W杯）では中心選手（いずれも主将で背番号10）として活躍し、コロンビアを1990年イタリア大会、1994年アメリカ大会、1998年フランス大会出場へと導いた。1993年アメリカW杯南米予選最終戦では、アルゼンチンを5対0と歴史的大差で下しW杯本大会出場を決めた。バルデラマは同年、2度目の南米年間最優秀選手賞を獲得している。
彼のW杯のハイライトは1990年イタリア大会の1次リーグである。UAE戦で自身初ゴールをあげ2-0とW杯初勝利する。2戦目のユーゴスラビアを0-1と落とし、最終戦に引き分け以上でなければ1次リーグ敗退が決まるコロンビアは、ローター・マテウスやユルゲン・クリンスマンを擁する西ドイツと対戦する。試合終了間際の88分に西ドイツのピエール・リトバルスキーのゴールが決まり、コロンビアの1次リーグ敗退が濃厚となった。しかし、直後の90分にバルデラマからフレディ・リンコンへスルーパスが通り、リンコンはゴールキーパーのボド・イルクナーの股を抜く同点ゴールが決めた。この得点により決勝トーナメント進出を決めた。対戦した西ドイツ主将マテウスは「彼のパスはシルクの糸のようだった」と評した。
1999年、 ワールドサッカー誌の20世紀の偉大なサッカー選手100人で78位に選出された。
2004年3月、『偉大なサッカー選手100人』ではコロンビアから唯一選定された。

## プレースタイル
コロンビア代表の司令塔として主に10番 (トップ下)のポジションでプレーし、優れたボールコントロールや当時代表のストライカーだったファウスティーノ・アスプリージャに対してスルーパスを送ることを武器にしていた。目を見張る体格こそ持っていなかったが、相手が触れない位置にボールを置くことで、相手の足が出てきた瞬間に軽やかなステップワークで交わしてボールを前進させるなど、類まれなる技術を持っていた。

## 代表歴

### 出場大会
- コロンビア代表
  - 1990 FIFAワールドカップ
  - 1994 FIFAワールドカップ
  - 1998 FIFAワールドカップ

### 試合数
- 国際Aマッチ 111試合 11得点（1985年-1998年）[6]

| コロンビア代表 | 国際Aマッチ | 国際Aマッチ |
| 年             | 出場        | 得点        |
| -------------- | ----------- | ----------- |
| 1985           | 2           | 0           |
| 1986           | 0           | 0           |
| 1987           | 4           | 1           |
| 1988           | 5           | 1           |
| 1989           | 14          | 2           |
| 1990           | 5           | 1           |
| 1991           | 9           | 0           |
| 1992           | 2           | 0           |
| 1993           | 16          | 0           |
| 1994           | 11          | 0           |
| 1995           | 13          | 1           |
| 1996           | 11          | 1           |
| 1997           | 11          | 2           |
| 1998           | 8           | 2           |
| 通算           | 111         | 11          |